# Новосьолово (Сахалінська область)
Новосьолово (рос. Новосёлово) — село у Томарінському міському окрузі Сахалінської області Російської Федерації.
Населення становить 49 осіб (2013).

## Історія
З 1905 по 3 вересня 1945 року у складі губернаторства Карафуто Японії, відтак у складі Томарінського міського округу Сахалінської області.

## Населення
| 1925 | 1935  | 2002 | 2010 | 2013 |
| ---- | ----- | ---- | ---- | ---- |
| 1852 | ↘1608 | ↘118 | ↘47  | ↗49  |